# Pulau Pisang
Pulau Pisang är en ö i Indonesien.   Den ligger i provinsen Moluckerna, i den östra delen av landet, 2 600 km öster om huvudstaden Jakarta. Arean är 0,22 kvadratkilometer.
Terrängen på Pulau Pisang är platt. Öns högsta punkt är 42 meter över havet. Den sträcker sig 1,0 kilometer i nord-sydlig riktning, och 0,6 kilometer i öst-västlig riktning.